# Jatropha moranii
Jatropha moranii är en törelväxtart som beskrevs av Bijan Dehgan och Grady Linder Webster. Jatropha moranii ingår i släktet Jatropha och familjen törelväxter. Inga underarter finns listade i Catalogue of Life.